# Ancotrema sportella
Ancotrema sportella är en snäckart som först beskrevs av Gould 1846.  Ancotrema sportella ingår i släktet Ancotrema och familjen Haplotrematidae. Inga underarter finns listade i Catalogue of Life.